# Salsola paulsenii
Salsola paulsenii är en amarantväxtart som beskrevs av Dmitrij Litvinov. Salsola paulsenii ingår i släktet sodaörter, och familjen amarantväxter. Inga underarter finns listade i Catalogue of Life.